# تجارت انتشار کربن
تجارت انتشار کربن (به انگلیسی: Carbon emission trading) که همچنین به بازار کربن یا طرح تجارت انتشار (ETS: emission trading scheme) یا درپوش و تجارت (Cap-and-trade)، نوعی طرح تجاری در مورد میزان انتشار دی‌اکسید کربن (CO2) و سایر گازهای گلخانه ای (GHG: Greenhouse gases) است. این طرح نوعی قیمت گذاری برای کربن است و هدف آن محدود کردن تغییرات آب و هوایی، با ایجاد بازاری با هدف محدود کردم مجوز برای انتشار آلاینده‌ها است. این طرح می‌تواند رقابت پذیری سوخت‌های فسیلی را کاهش دهد و سرمایه‌گذاری در منابع انرژی کم کربن، مانند انرژی باد و خورشیدی فتوولتائیک را تسریع کند. سوخت‌های فسیلی محرک اصلی تغییرات آب و هوایی هستند. آنها ۸۹٪ از کل انتشار CO2 و ۶۸٪ از کل انتشار گازهای گلخانه ای را تشکیل می‌دهند.

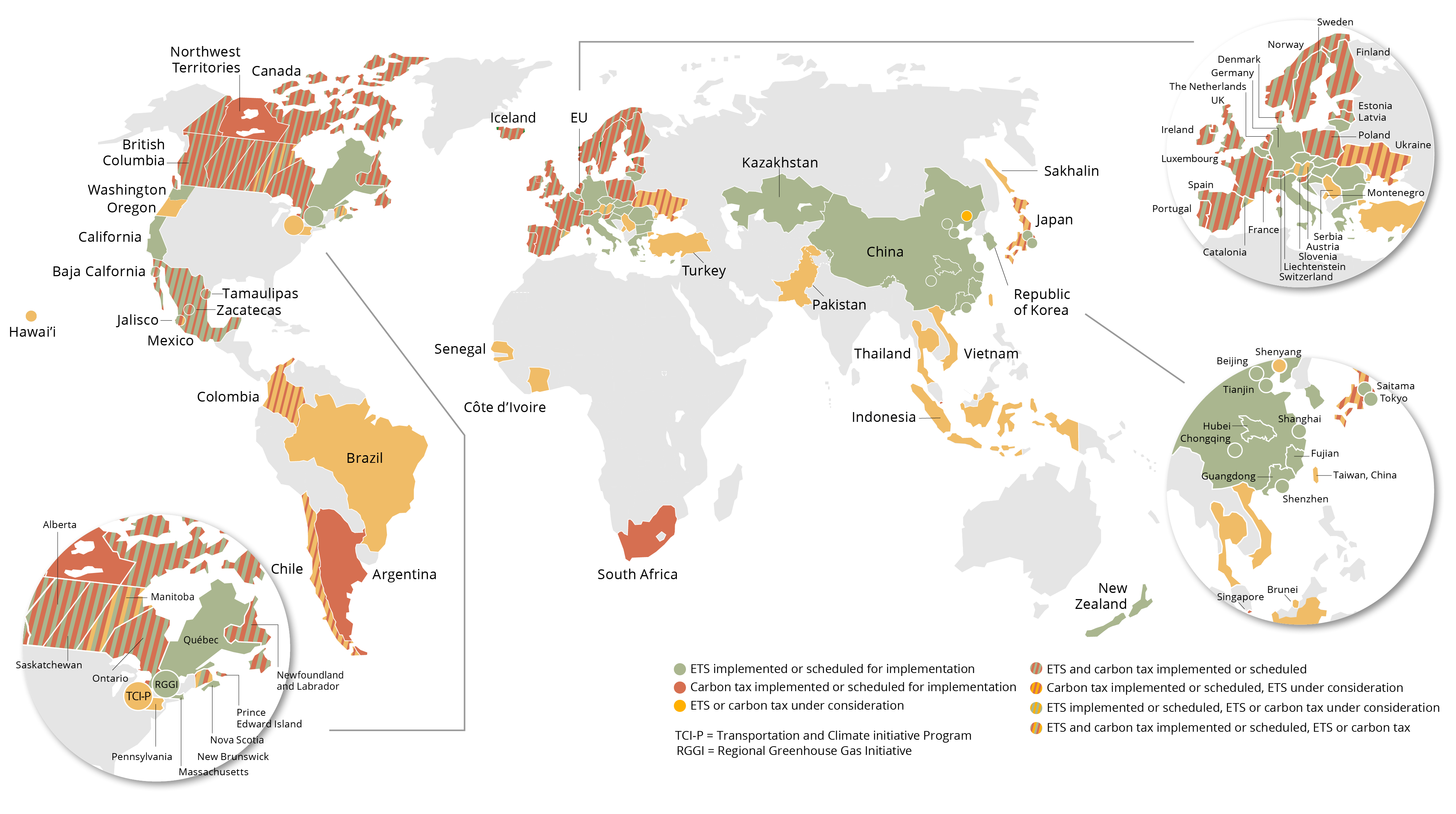
تجارت انتشار و مالیات کربن در سراسر جهان (2021)

تجارت انتشار گازهای گلخانه ای با تعیین یک محدودیت کمّی جامع، برای انتشار گازهای تولید شده توسط همه انتشار دهنده‌ها، کار می‌کند. در نتیجه، قیمت به‌طور خودکار با این هدف گذاری تنظیم می‌شود. به این ترتیب، این طرح در مقایسه با مالیات ثابت بر کربن دارای مزیت است. در تجارت انتشار، سامانه آلاینده‌ای که سهم بیشتری از حد مجاز خود برای انتشار گازهای گلخانه‌ای دارد، باید حق انتشار بیشتر را خریداری کند و نهادی که انتشار آلایندگی کمتری دارد، حق انتشار کربن خود را به سایر نهادها می‌فروشد. در نتیجه در فضایی رقابتی، مقرون به صرفه‌ترین روش‌های کاهش کربن مورد بهره‌برداری قرار می‌گیرند. تجارت انتشار کربن و مالیات بر کربن روشی متداول برای کشورها در تلاش برای عمل به تعهدات خود تحت توافقنامه پاریس است.
طرح‌های تجارت انتشار کربن در چین، اتحادیه اروپا و سایر کشورها در حال اجرا هستند. با این حال، آن‌ها هیچ هماهنگی با بودجه کربنی که برای حفظ گرمایش جهانی در زیر آستانه بحرانی ۱٫۵ درجه سانتیگراد یا کمتر از ۲ درجه سانتیگراد لازم است، ندارند. طرح‌های موجود فقط محدوده بسیار محدودی از انتشار را پوشش می‌دهند. سیستم تجارت انتشار (آلایندگی) اتحادیه اروپا موسوم به EU-ETS، بر صنعت و نیروگاه‌های بزرگ تولید برق تمرکز دارد و طرح‌های تکمیلی برای صنایع حمل و نقل و مصرف‌کنندگان بخش خصوصی را به خود کشورهای عضو واگذار کرده‌است.
اگرچه واحدهای سنجش انتشار گازهای آلاینده بر حسب تن معادل دی‌اکسید کربن شمارش می‌شوند، اما سایر گازهای گلخانه‌ای قوی مانند متان (CH4) یا اکسید نیتروژن (N2O) در صنعت کشاورزی، معمولاً هنوز بخشی از این طرح‌ها نیستند. جدای از آن، مازاد عرضه منجر به کاهش قیمت‌ها می‌شود که در نتیجه تقریباً هیچ تأثیری بر میزان احتراق سوخت فسیلی ندارد.
در سپتامبر ۲۰۲۱، کمک هزینه تجارت انتشار (ETAs) محدوده قیمتی گسترده‌ای را پوشش داد که از ۷ یورو به ازای هر تن CO2 در بازار کربن ملی چین تا ۶۳ یورو به ازای هر تن دی‌اکسید کربن در EU-ETS متفات بود. آخرین مدل‌های هزینه‌های اجتماعی کربن، خسارت‌هایی بیش از ۳۰۰۰ دلار به ازای هر تن CO2 را در نتیجه بازخوردهای اقتصادی و کاهش نرخ رشد تولید ناخالص داخلی جهانی محاسبه می‌کنند در حالی که توصیه‌های مبتنی بر سیاستگذاری، از رقمی محدود بین ۵۰ تا ۲۰۰ دلار حکایت می‌کند.